# Route nationale 541
Die N541 war von 1933 bis 1973 eine französische Nationalstraße, die zwischen Donzère und der N538 nordwestlich von Nyons verlief. Ihre Länge betrug 33 Kilometer.